# Пантоха де ла Крус, Хуан
Хуа́н Панто́ха де ла Крус (исп. Juan Pantoja de la Cruz — «Хуан Пантоха от Креста»; 1553, Вальядолид — 26 октября 1608, Мадрид) — испанский живописец, придворный портретист королей Филиппа II и Филиппа III. Один из создателей жанра придворного парадного портрета в испанской живописи.

## Биография
Хуан Пантоха де ла Крус был уроженцем Испании, так же, как и его учитель художник Алонсо Санчес Коэльо. Он родился в Вальядолиде около 1553 года и умер в Мадриде в октябре 1608 года. Предположительно он прибыл в столицу в очень молодом возрасте и оказался в мастерской Санчеса Коэльо, с которым, как считают некоторые испанские исследователи, его могли связывать родственные узы. В период, пока Пантоха работал в мастерской учителя, он практически не подписывал свои работы, хотя некоторые анонимные произведения в наше время атрибутируются именно ему.
В 1587 году Пантоха женился и в следующем году после смерти учителя стал независимым мастером, а со временем самым значительным портретистом, с 1596 года — придворным живописцем испанского короля Филиппа II. После вступления на трон Филиппа III в 1598 году он сохранил своё положение и с этого момента ведётся детальная документация его произведений.

## Творчество
Помимо портретов Пантоха занимался религиозной живописью, применяя и в подобных случаях свойства портретного жанра, например, в «Благовещении» 1606 года, в котором он использовал портреты королевы Маргариты и инфанты Анны, чтобы охарактеризовать лики Девы Марии и архангела Гавриила. Он также писал натюрморты-бодегоны и фрески (большая часть не сохранилась). Когда он умер, он оставил незавершёнными росписи плафона Портретного зала Паласио-дель-Пардо, над которыми трудился с помощью сына и в сотрудничестве с Франсиско Лопесом.
Портретируемые художником лица следуют характеру венецианской школы Тициана, но по-испански выглядят строгими и неподвижными. Обычно они изображены фронтально и смотрят прямо на зрителя. В непривлекательных лицах почти нет психологической выразительности. «Особое значение художник придавал декоративной роли цвета, пластике линий, тонко выписанным деталям отделки костюмов, жемчугам, кружевам и парче, образующим прихотливые узоры. На этом основании его творчество относят к маньеризму». Этот этап в искусстве Испании считают важной стадией сложения особой стилевой разновидности «сословного портрета», или так называемой «испанской формулы» портрета..

## Галерея

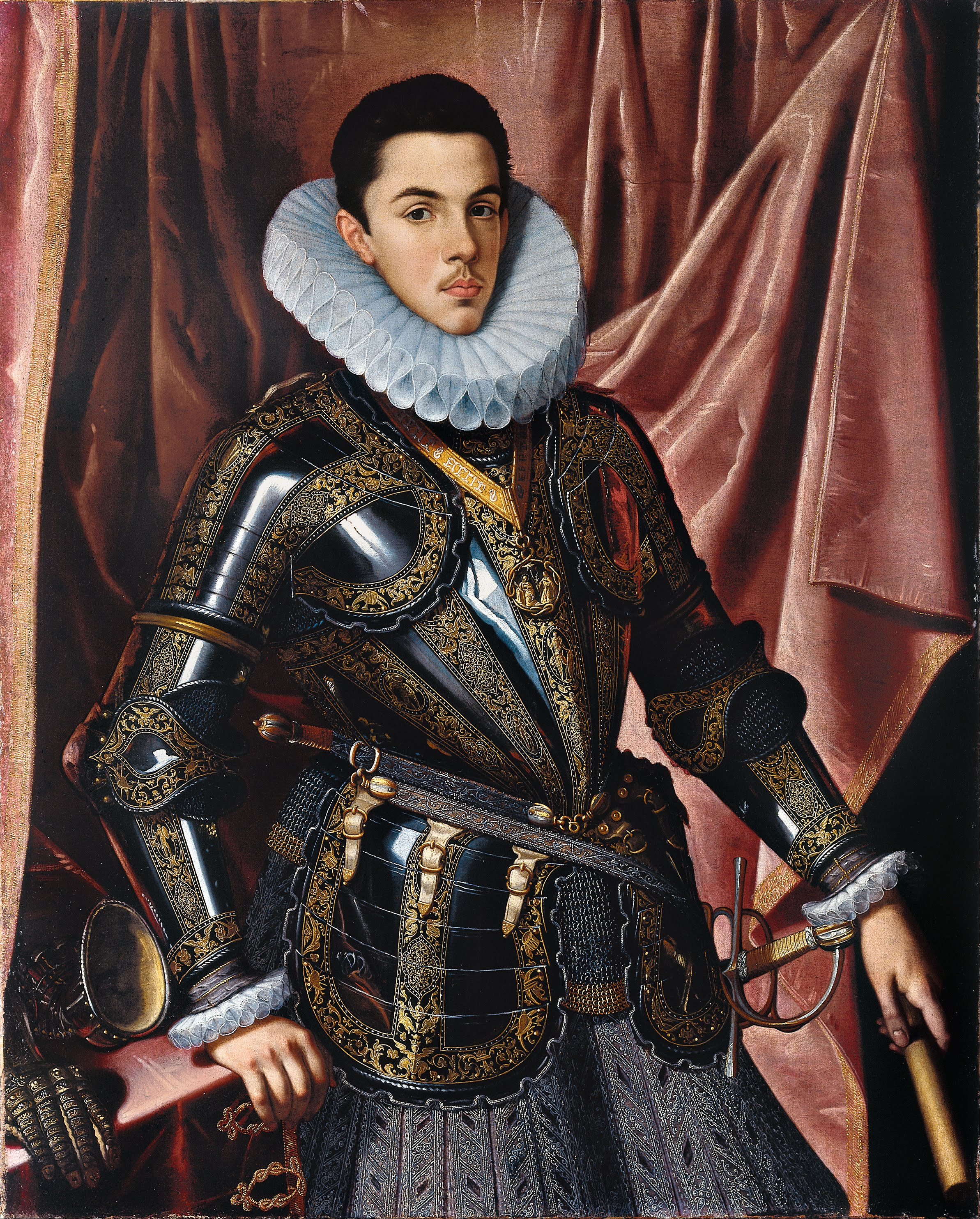
Портрет принца Филипа Эммануэля Савойского. Ок. 1604. Холст, масло. Музей изобразительных искусств, Бильбао
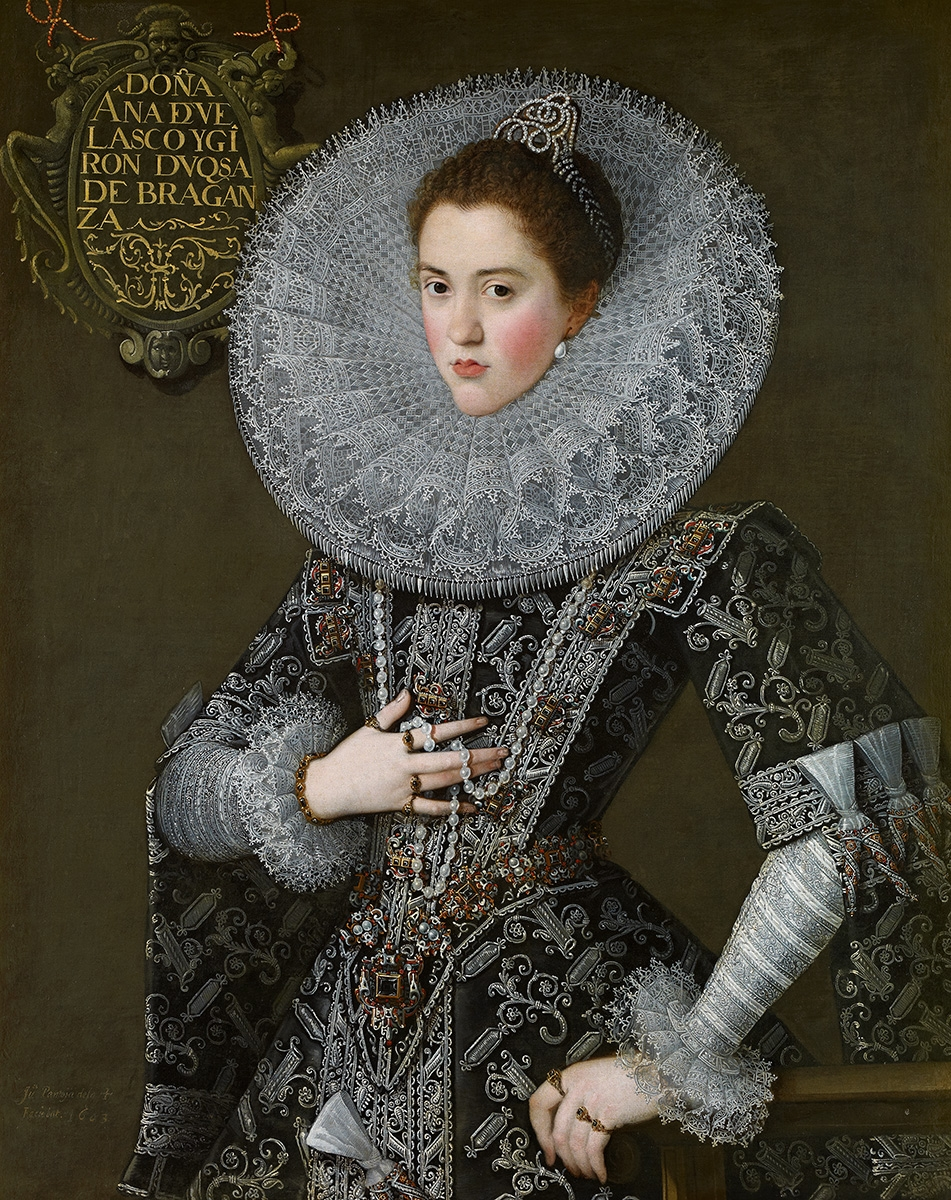
Портрет доньи Аны де Веласко и Хирон. 1603. Холст, масло. Частное собрание
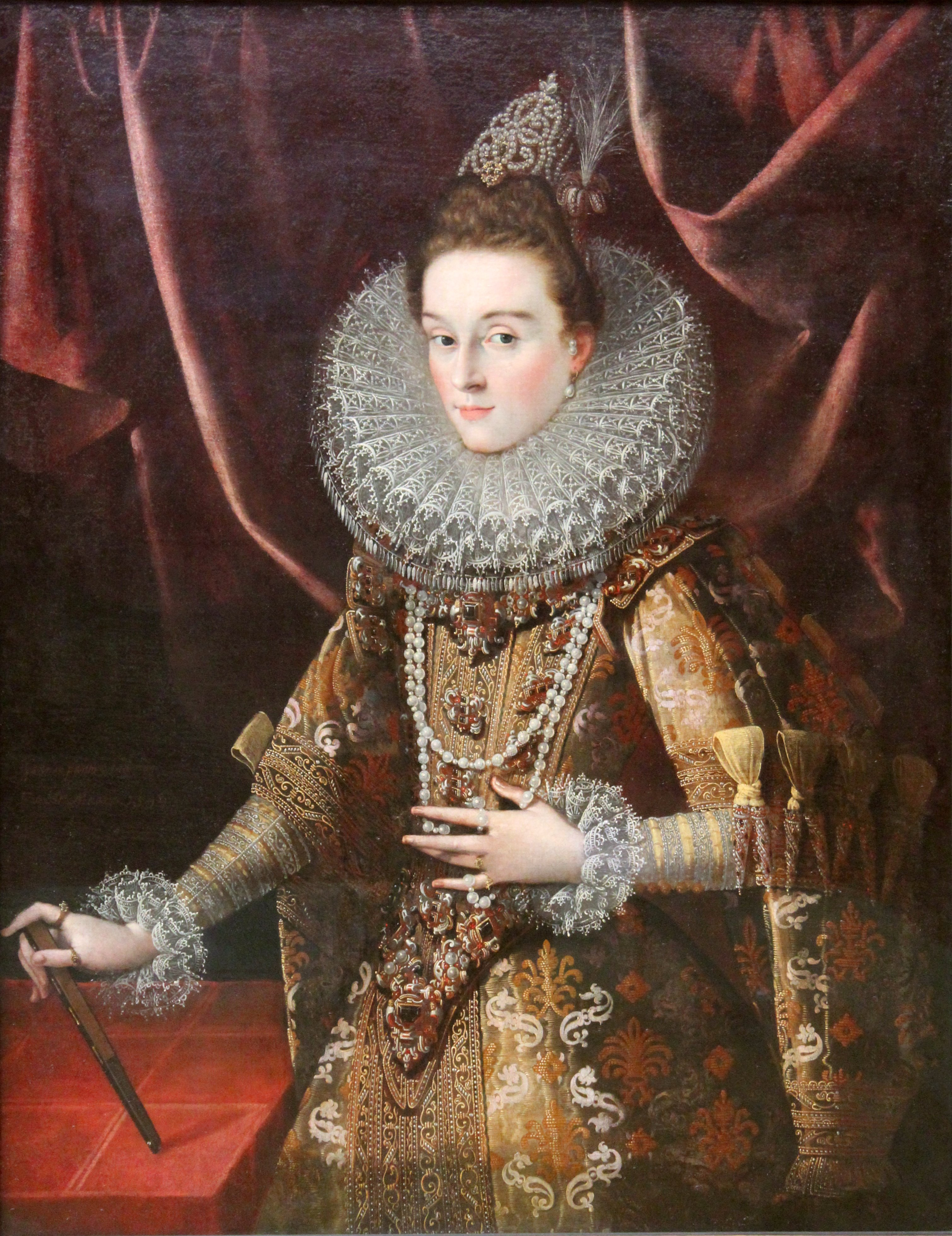
Портрет эрцгерцогини Изабеллы Клары Евгении. 1599. Холст, масло. Старая пинакотека, Мюнхен
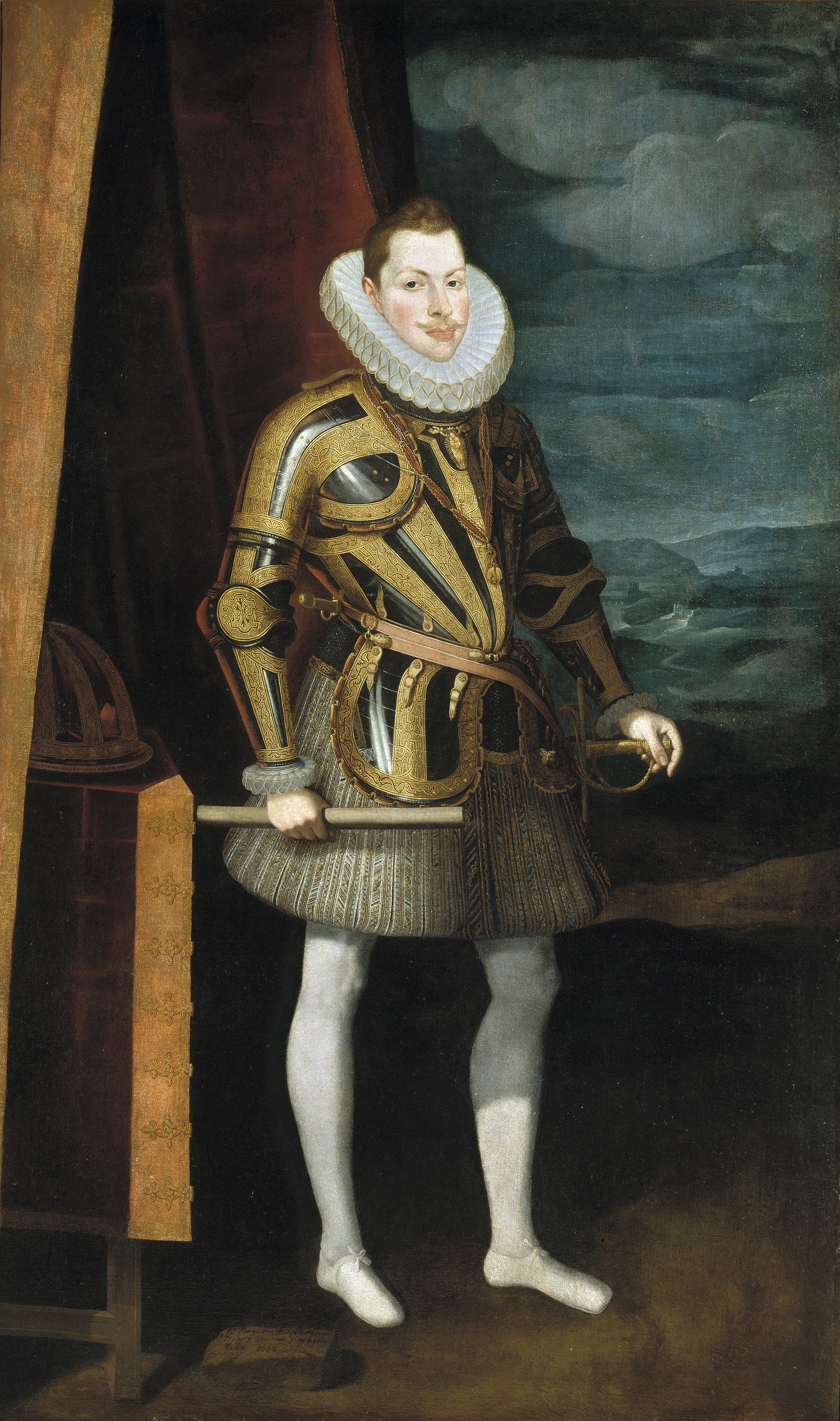
Портрет Филиппа III. 1606. Холст, масло. Прадо, Мадрид
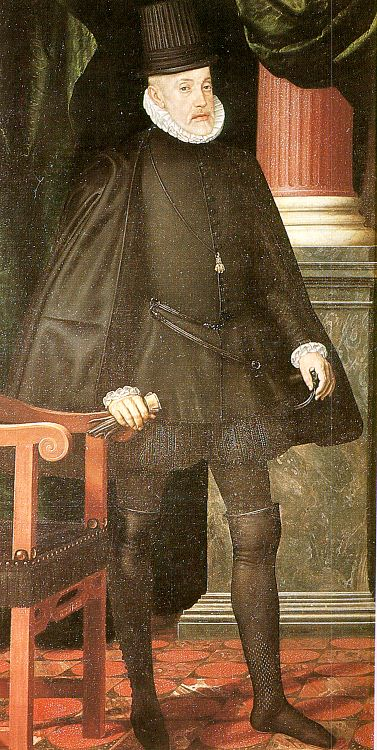
Портрет Филиппа II. Между 1590 и 1598. Холст, масло. Библиотека Эскориала, Мадрид
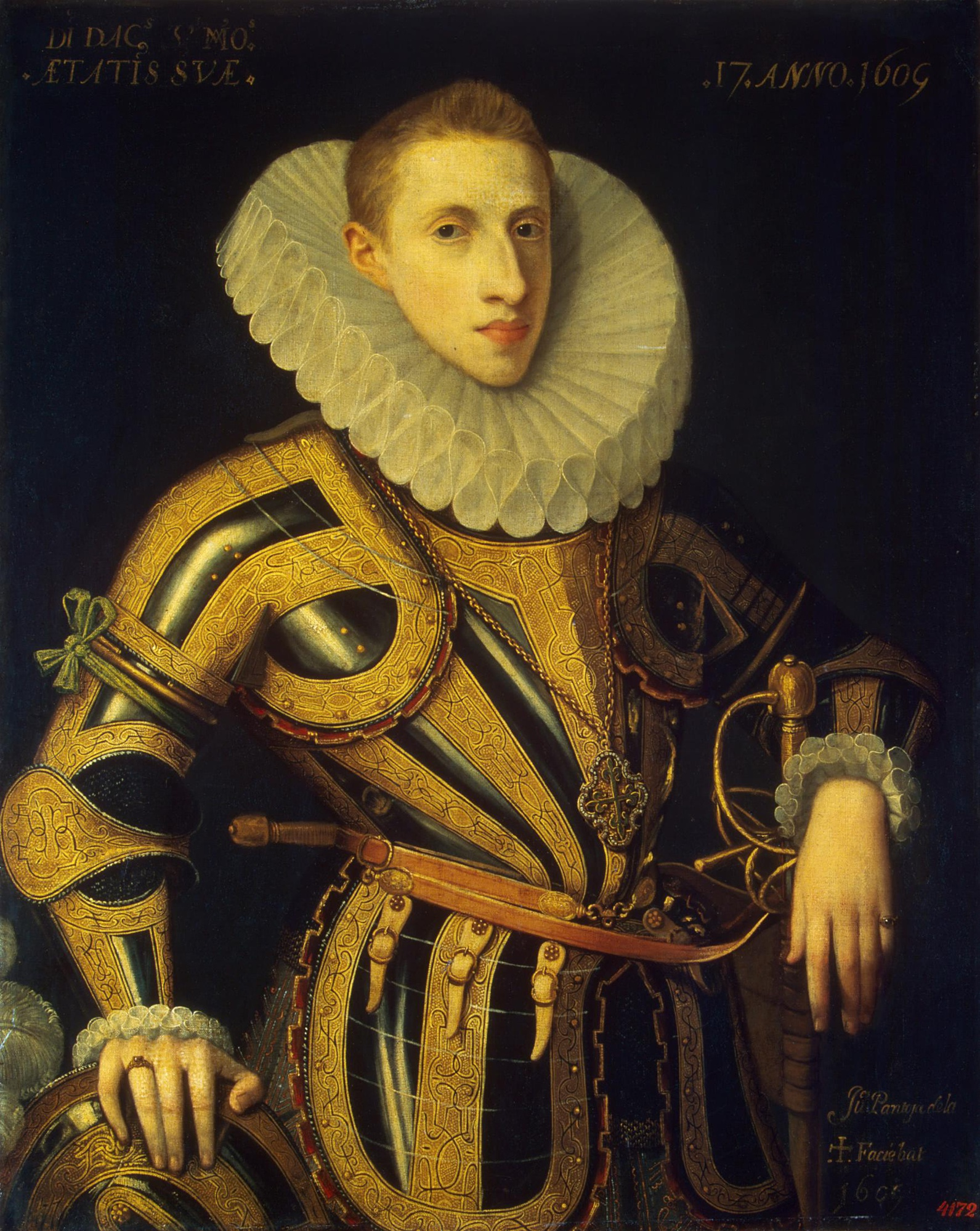
Портрет Диего де Вильямайора. 1605. Холст, масло. Государственный Эрмитаж, Санкт-Петербург
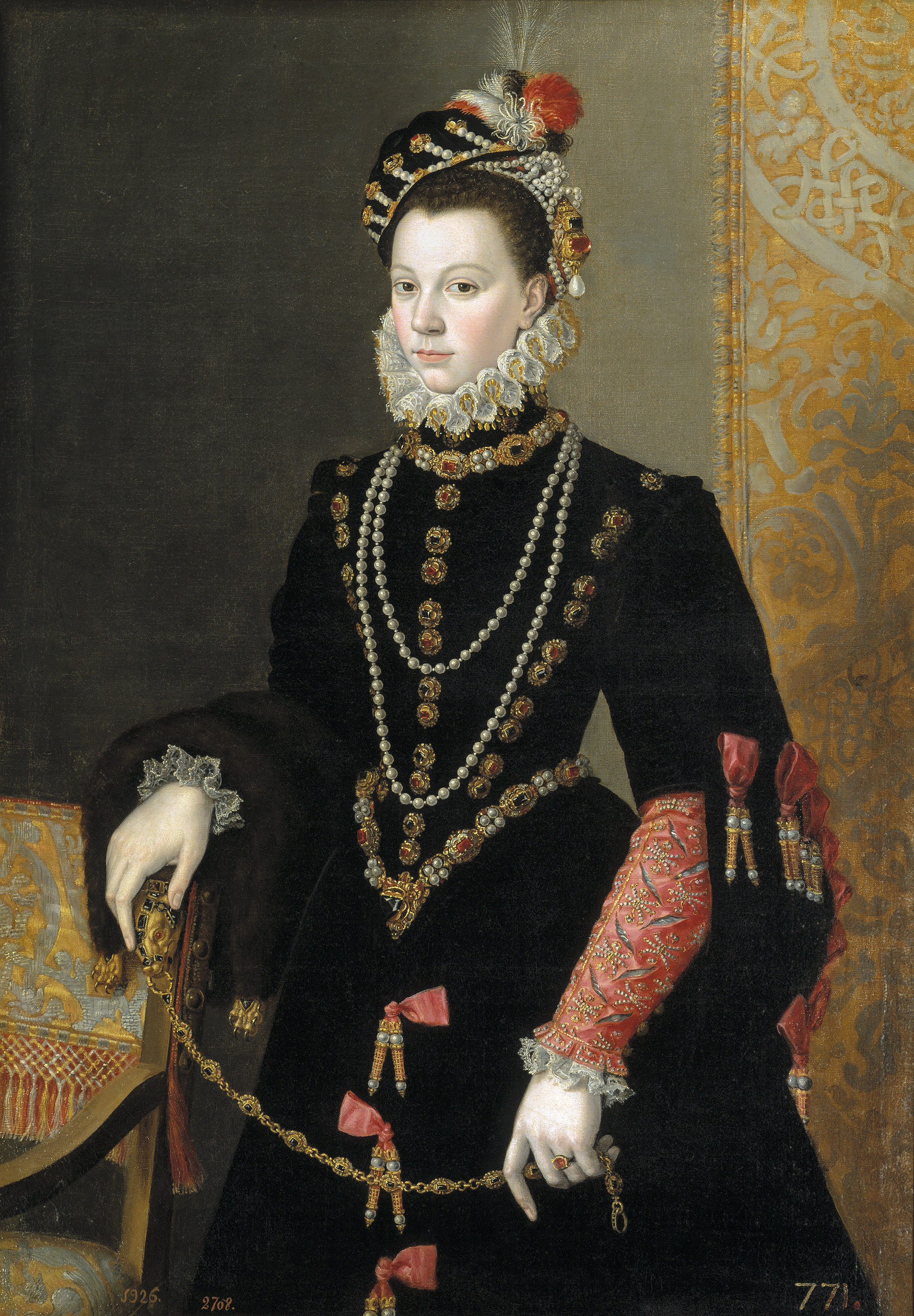
Изабель де Валуа. Ок. 1605. Холст, масло. Прадо, Мадрид
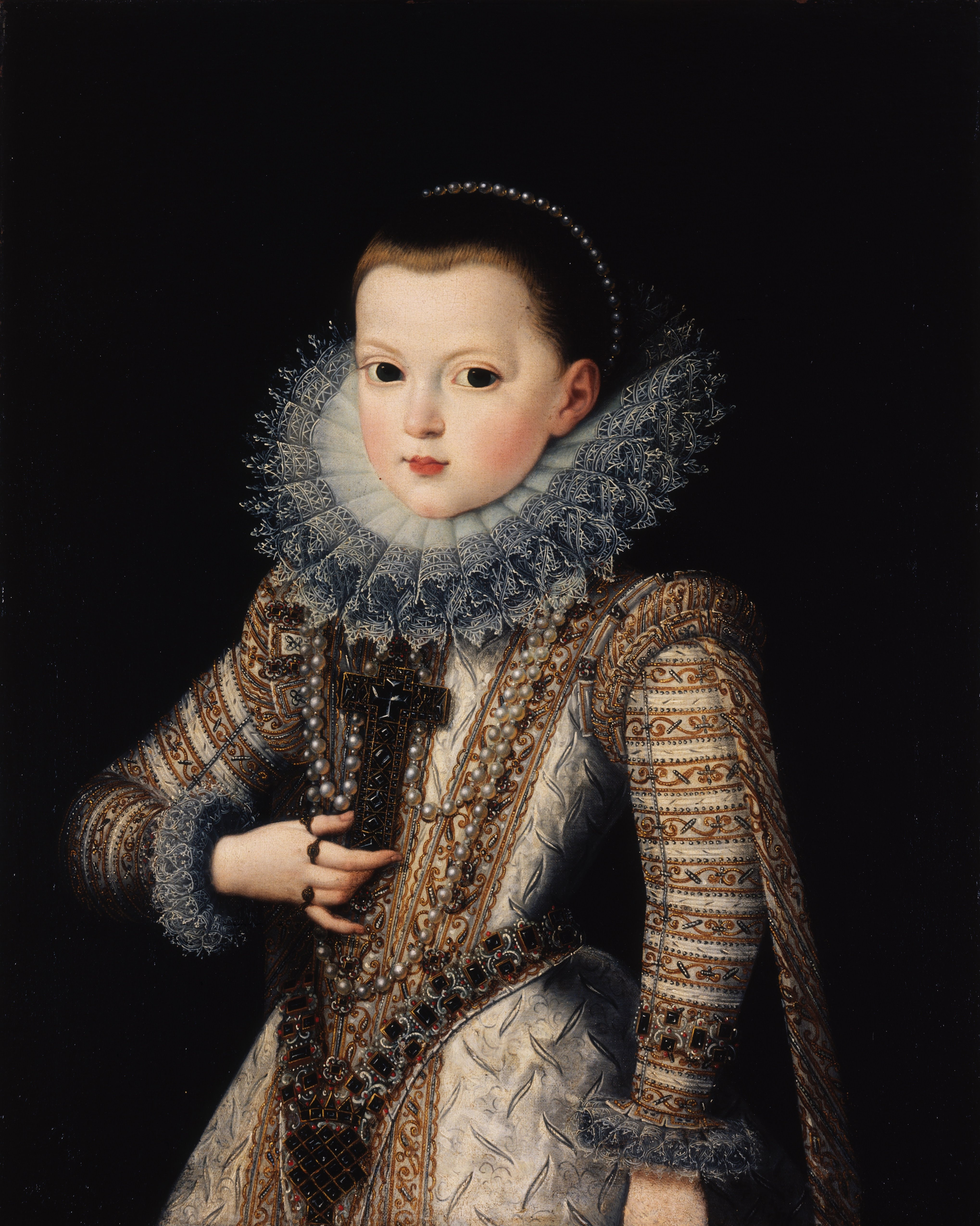
Инфанта Ана Маурициа. 1607. Холст, масло. Музей искусств, Балтимор, США

## Проблема авторства
Некоторые из произведений Пантохи де ла Крус, как и работы Санчеса Коэльо, приписываются работавшей в те же годы при испанском дворе итальянской художнице Софонисбе Ангишоле. Тем не менее, картины не подписаны никем из художников. Их атрибуция проводилась в XIX и XX веках на основе стилевого сходства и согласно официальным платёжным ведомостям королевского двора.